# Toxocarpus pauciflorus
Toxocarpus pauciflorus är en oleanderväxtart som beskrevs av M. R. Henderson. Toxocarpus pauciflorus ingår i släktet Toxocarpus och familjen oleanderväxter. Inga underarter finns listade i Catalogue of Life.